# Xylopia ligustrifolia
Xylopia ligustrifolia Dunal – gatunek rośliny z rodziny flaszowcowatych (Annonaceae Juss.). Występuje naturalnie w Wenezueli, Kolumbii, Ekwadorze, Peru, Boliwii oraz Brazylii (w stanach Acre i Amazonas). 

## Morfologia
PokrójZimozielone drzewo dorastające do 6 m wysokości.
LiścieMają lancetowato eliptyczny kształt. Mierzą 4–6 cm długości oraz 1,5–2 szerokości. Wierzchołek jest ostry.

## Biologia i ekologia
Rośnie na sawannach. Występuje na terenach nizinnych.